# 黃金煌
黃金煌（1932年—2016年3月6日），臺灣高雄市六龜區果農，培育出金煌芒果，帶動六龜經濟，被譽為「金煌芒果之父」。

## 生平
黃金煌在日治時期讀小學校時，對植物栽培已有些微啟蒙。二十一歲，從家鄉嘉義縣竹崎鄉搬到六龜，曾經營木材廠、澱粉工廠、花生油工廠，皆因經營不善而倒閉。1954年，農復會派引種考察團，從美國佛羅里達州引進愛文、海頓、吉祿、肯特、凱特五個品種芒果。兩年後，他入伍當兵。因所駐守的油庫恰巧在鳳山熱帶園藝試驗分所旁，他見到所方引進三種洋芒果，便跟著學做培育。
六龜四面環山，農民大多靠山生活，果樹為主要農作物，在地勢較平坦、水源充足、排水系統良好的土地會種植蓮霧，山坡旱地種芒果。黃金煌退伍後，於1963年開始嘗試進行芒果雜交試驗。1966年，他以懷特芒果為母本、凱特為父本進行雜交。起初，培育出卅多種的品種，逐一編號觀察、淘汰，保留甜度最高、果肉最細的一種。這株新品種的芒果樹，種於六龜台27線路旁。1972年首度長出果實，卻只有兩顆，第二年結果到二十八顆，此後逐年增加。於是他開始推廣種植，從1974年大量種植。此新品種曾有農政單位要以種植地命名「六龜一號」，他不同意。後來蔣經國看芒果外表呈金黃色，培育人名字又叫「金煌」，所以命名「金煌一號」。
黃金煌曾以用海頓和懷特兩個品種交配，育出「金煌二號」和「四號」，後經專家評鑑一號較優於二號和四號，於是從此專研與發展一號的潛力。此種會在一至三月開花，五至六月採收，五分熟就可食用，且耐旱、不怕雨、花期長、採收期長。臺灣省農會曾化驗金煌一號，其甜度高達百分之十二，果核薄到僅僅零點一至零點五公分，其它養分還有零點一八的粗脂肪、零點四二的粗蛋白、零點三四的粗纖維、十五點五三的碳水化合物，熱量有六十四、酸度僅零點一五，水分則有八十三點三七等。
金煌芒果剛上市時，由於每顆重達一公斤，民眾購買意願不高，銷路一度不好。黃金煌透過當年在高雄市大統百貨上班的女兒，免費讓消費者品嘗，就這樣金煌一號逐漸打開市場，每公斤曾喊到新臺幣一百五十元。1983年，六龜春雨連綿，導致芒果歉收，只有他的金煌大豐收，於是當地果農認識金煌芒果的優越後，常有人偷剪樹枝。他曾在宋楚瑜當省主席時，於台灣省農業建設會議中提出要為金煌申請專利，但於法無據，不了了之，臺灣直到1988年才開始推動植物品種權認證，且新品種限定在臺灣一年內。他曾感嘆自己雖沒有因此大富，可是看到大家都愛吃金煌芒果，高興至少在農業史上留名了。由於吃了新品種沒有專利權的大虧，當辦理商標專利登記的業務員上門，他便毫不猶豫花了幾萬元將名字註冊專利廿年，因此果汁、果醬、冰淇淋、蜜餞等十多種食品加工，未得他同意，不可任意使用「金煌」。
1987年報導，黃金煌擁有二公頃多種滿金煌一號的果園，每年收入達一百廿萬元，當時每斤市價卅五元左右。1990年代，常有農會常帶農民到他家觀察學習，如1992年他辦了兩場講習給茂林鄉農民，並歡迎他們有問題隨時來問。1992年報導時，六龜所產生的芒果已由金煌芒果取代愛文芒果。次年，任職於台南農業改良場助理員劉銘峰，講有三個臺灣芒果品種值得提倡，那就是鳳山熱帶園藝試驗的台農一號、台農二號官方品種，和黃金煌自行育成的金煌一號。黃金煌在該年曾表示，很多果農將金煌芒果管理的不錯，他種的反而不如他們。由於金煌芒果種植面積越來越大，價格下滑，他自己在1990年代便不再種金煌芒果。
晚年時，八旬的黃金煌搬到到三民區女兒家休養。至2011年高雄市政府農業局統計，芒果在高雄種植區主要分布在六龜、阿蓮、阿蓮、田寮、岡山、杉林，各品種芒果總種植面積約一五二二公頃，其中金煌芒果約九九○公頃，占六五％，產量約七○二九公噸。
2016年3月6日，「金煌芒果之父」黃金煌因攝護腺癌引發敗血性休克去世，享壽八十五歲。該年6月26日，市長陳菊把講述黃金煌成就的紀錄片致贈其長子黃明仁。

## 榮耀
1980年代初，省府以黃金煌改良芒果品種貢獻，列為臺灣地區十大傑出農民之一，但宣布當選前夕，評選單位以他曾有宣告破產紀錄而予以剔除。1983年當選高雄縣傑出農民，1984年臺灣省模範農民、1984年神農獎、1991年十大傑出專業農民，同年再度獲頒「神農獎」。此外還有中國園藝學會事業獎、農委會優秀農業人員獎，並前後得到蔣經國、李登輝兩位總統接見。
2011年6月30日，陳菊致贈「利農富國」匾額。2012年，高雄市政府農業局蒐集在地傑出農業人物的故事，第一階段預計發掘十人，首位就是黃金煌。